# Philip Zoubek

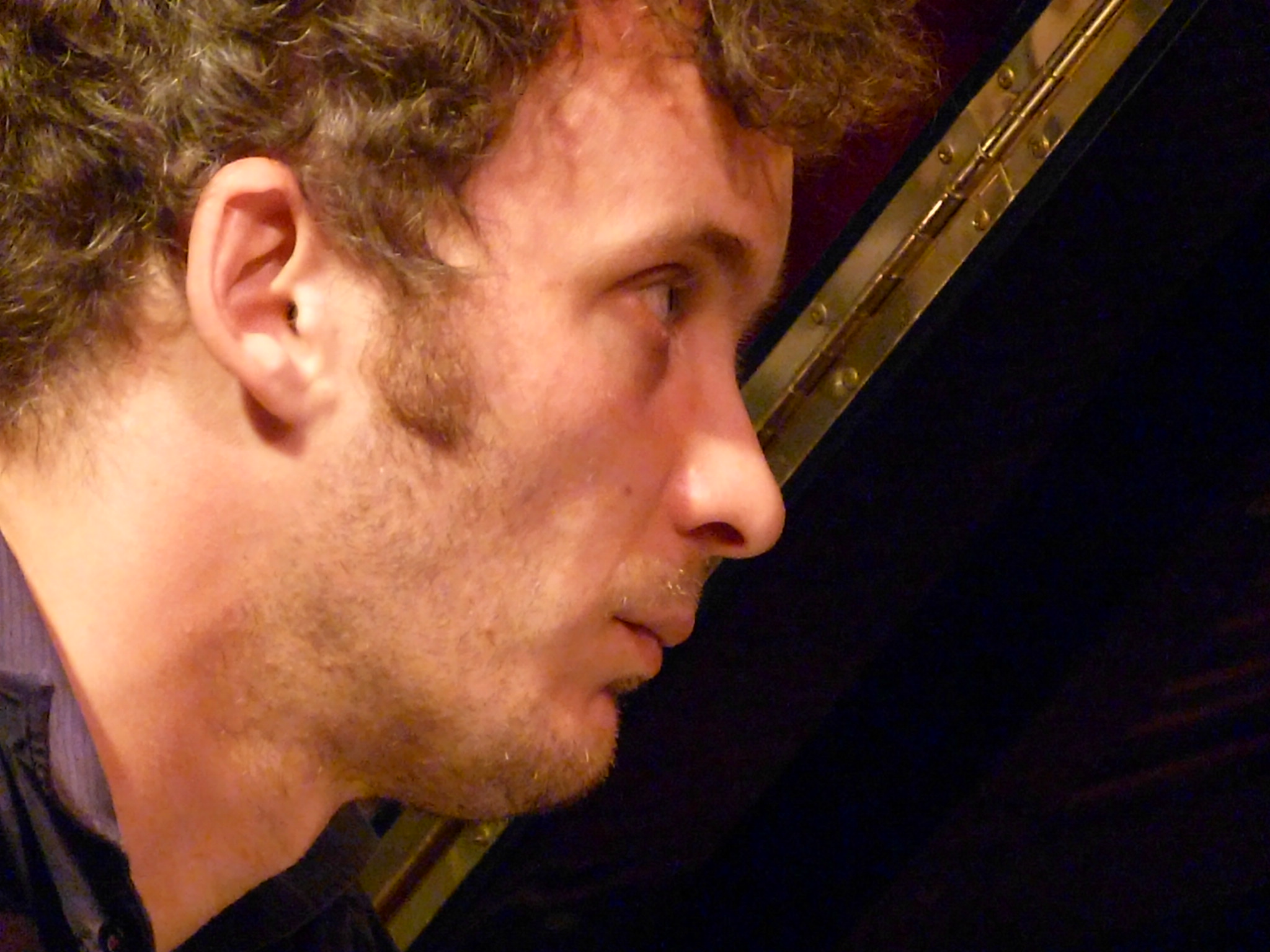
Philip Zoubek 2016 bei einem Konzert im Kölner Loft

Philip Zoubek (* 1978 in Tulln an der Donau) ist ein österreichischer Pianist und Komponist der Neuen Improvisationsmusik und des Avantgarde-Jazz. Bekannt ist er auch für sein Spiel am präparierten Klavier.

## Leben und Wirken
Zoubek studierte ab 1996 Jazzklavier am Konservatorium der Stadt Wien. Er gründete das Quartett Ubik und nahm Unterricht bei Uli Scherer, bevor er sich an der Musikhochschule Wien einschrieb. 2000 zog er nach Köln, wo er bei Hans Lüdemann, Frank Gratkowski und Marc Ducret studierte. Seit 2004 gehörte Zoubek zu Achim Tangs Trio Torn, das 2011 in einer Quartettversion auf dem Moers Festival erfolgreich auftrat. Er war Mitglied des James Choice Orchestra (Live at Moers, 2005) und des Trios Muche/Zoubek/Tang. Als Komponist trat Philip Zoubek bis 2005 mit seiner eigenen Formation Philz in Erscheinung. 2008 gründete er das Trio Z3 mit Benjamin Weidekamp und Christian Weber.
2015 veröffentlichte Zoubek sein Soloalbum Air. Seit 2017 tritt er daneben mit dem Philip Zoubek Trio auf,  seit 2020 auch in einer elektronischen Variante unter dem Namen Placebo Domingo. Zudem erweiterte er das Trio 2023 zum Sextett. Weiterhin tritt er mit den Projekten Tau 5, Silt und In Cahoots in Erscheinung. Zudem spielt Zoubek unter anderem bei Sebastian Gramss’ Slowfox, Emißatett und dem Projekt States of Play.
Er arbeitete mit Tony Buck, Elisabeth Coudoux, Franz Hautzinger, Lotte Anker, Ingrid Laubrock, Liz Cosack Paul Lytton, Frank Gratkowski, Carl Ludwig Hübsch, Wilbert de Joode, Christian Lillinger und Robert Landfermann zusammen. Philip Zoubek ist Gründungsmitglied des Kölner Kollektivs für Improvisation & Aktuelle Musik Impakt.

## Preise und Auszeichnungen
2002 gewann Zoubek mit dem Projekt Cauldron den Kulturförderpreis der Stadt Herford und belegte 2003 den ersten Platz beim Bielefelder Kompositionswettbewerb für neue Medien (Bunker Ulmenwall). Mit der Gruppe Snaut wurde er 2003 Preisträger des Avantgarde-Wettbewerbs für junge Kultur beim Düsseldorfer Altstadtherbst. 2008 erhielt er das Horst und Gretl Will-Stipendium für Jazz / Improvisierte Musik der Stadt Köln; 2020 in der Sparte Komposition den WDR Jazzpreis. Von 2020 bis 2023 hatte Zoubek ein Stipendium als Nica-Artist durch das Europäische Zentrum für Jazz und aktuelle Musik.

## Diskographische Hinweise
- Shift: Songs from Aipotu (Leo Records, 2008/9; mit Frank Gratkowski, Thomas Lehn, Dieter Manderscheid, Martin Blume)
- Paul Hubweber / Philip Zoubek: Archiduc Concert: Dansaert Variations (Emanem, 2010)
- Muche Zoubek Tang Excerpts from Anything (2011)
- Hübsch/Martel/Zoubek (HMZ): June 16th (Schraum, 2013, mit Carl Ludwig Hübsch, Pierre-Yves Martel)
- Slowfox: The Wood (Jazzwerkstatt, 2014; mit Sebastian Gramss und Hayden Chisholm)
- Z3: Pale Fire (WhyPlayJazz, 2014; mit Benjamin Weidekamp und Christian Weber)
- Emißatett: qui-pro-quo-dis (Schraum, 2015, mit Elisabeth Fügemann, Matthias Muche, Robert Landfermann, Etienne Nillesen)
- Slowfox: Gentle Giants (Traumton Records 2017; mit Sebastian Gramss und Hayden Chisholm)
- Hübsch/Martel/Zoubek (HMZ): Otherwise (Insub Records, 2018)
- Philip Zoubek Trio: Outside (WhyPlayJazz, 2018; mit David Helm, Dominik Mahnig)
- Vortex  (WhyPlayJazz, 2020)
- Tau 5: Kreise (2020, mit Philipp Gropper, Petter Eldh, Moritz Baumgärtner, Ludwig Wandinger)[15]
- Philip Zoubek Trio: Labyrinthus (WhyPlayJazz, 2022; mit David Helm, Dominik Mahnig)
- Philip Zoubek Trio Extended: Mirage (Boomslang Records 2023; mit David Helm, Dominik Mahnig, Elisabeth Coudoux, Leonhard Huhn, Shiau-Shiuan Hung)[16]